# Liste der Internationalen Meister (Verleihung 1953)

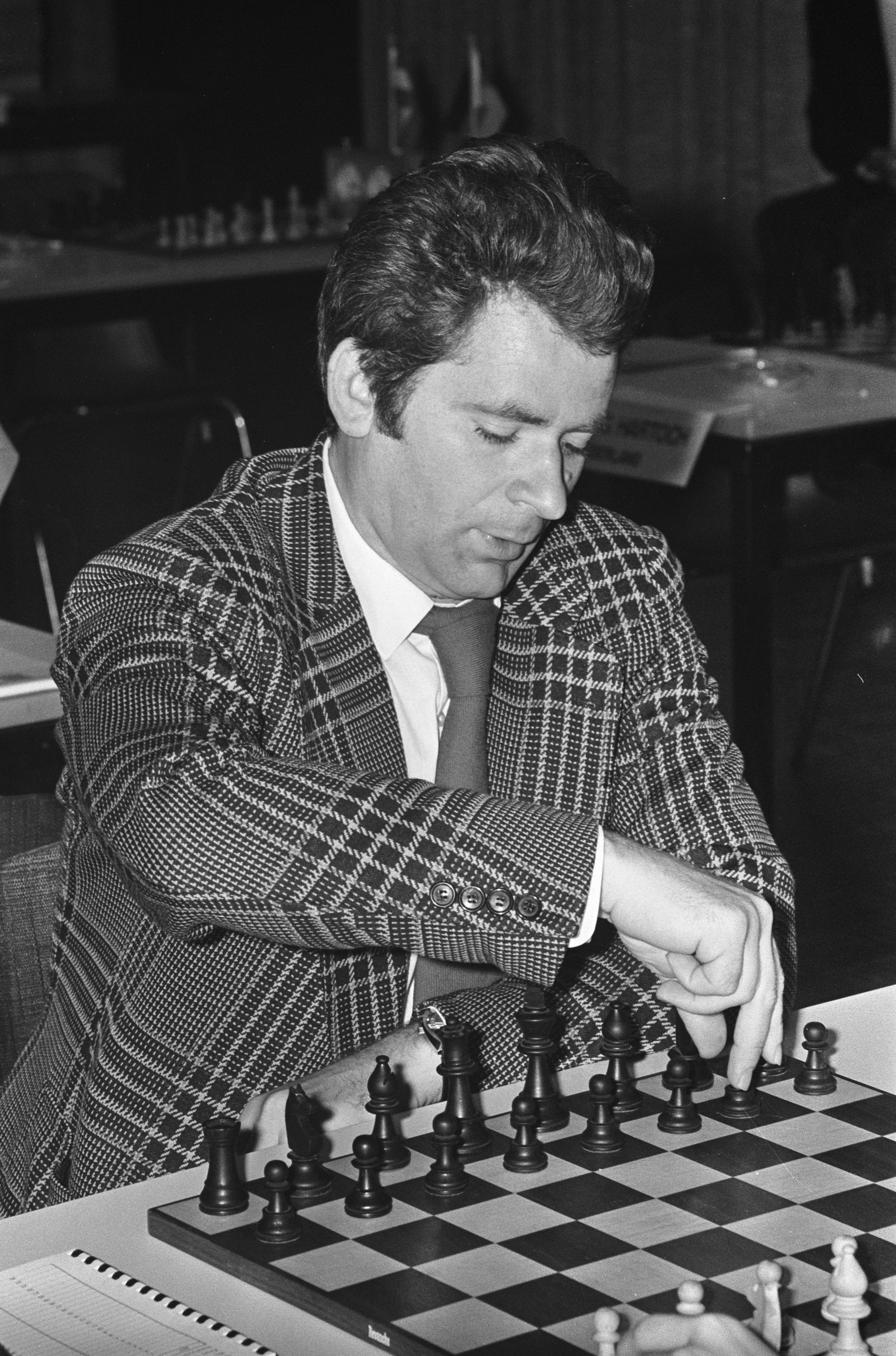
Boris Spasski war von 1969 bis 1972 Weltmeister.

Die Liste der Internationalen Meister des Jahres 1953 führt alle Schachspieler auf, die im Jahr 1953 vom Weltschachbund FIDE den Titel Internationaler Meister erhalten haben. Die Verleihung erfolgte wie in den Vorjahren auf Basis von herausragenden Turnier- und Wettkampfergebnissen der jeweiligen Spieler.
Seit dem Tod von Boris Spasski im Februar 2025 ist keiner der damals zwölf geehrten Spieler noch am Leben. Zwei der zwölf Spieler erreichten später den Großmeistertitel (darunter mit Boris Spasski ein späterer Weltmeister), einem weiteren wurde später der Titel eines Ehren-Großmeisters verliehen. Jelisaweta Bykowa wurde 1976 der neugeschaffene Titel einer Großmeisterin der Frauen verliehen.

## Legende
Die Tabelle enthält folgende Angaben:
- Name: Nennt den Namen des Spielers.
- Land: Nennt das Land, für das der Spieler 1953 spielberechtigt war.
- Lebensdaten: Nennt das Geburtsjahr und gegebenenfalls das Sterbejahr des Spielers.
- GM: Gibt für Spieler, die später zum Großmeister ernannt wurden, das Jahr der Verleihung an.
- HGM: Gibt für Spieler, die später zum Ehren-Großmeister ernannt wurden, das Jahr der Verleihung an.
- weitere Verbände: Gibt für Spieler, die früher oder später für mindestens einen anderen Verband spielberechtigt waren, diese Verbände mit den Zeiträumen der Spielberechtigung (sofern bekannt) an. Direkte Wechsel zu einem Nachfolgestaat sind nicht berücksichtigt.

## Liste
| Name              | Land                       | Lebensdaten | GM   | HGM  | weitere Verbände                                           |
| ----------------- | -------------------------- | ----------- | ---- | ---- | ---------------------------------------------------------- |
| Albert Becker     | Argentinien                | 1896–1984   |      |      | Österreich                                                 |
| Max Blau          | Schweiz                    | 1918–1984   |      |      |                                                            |
| Alfred Brinckmann | Bundesrepublik Deutschland | 1891–1967   |      |      |                                                            |
| Jelisaweta Bykowa | Sowjetunion                | 1913–1989   |      |      |                                                            |
| Stefan Fazekas    | England                    | 1898–1967   |      |      | Österreich-Ungarn (bis 1918), Tschechoslowakei (1918–1938) |
| Miroslav Filip    | Tschechoslowakei           | 1928–2009   | 1955 |      |                                                            |
| Karl Gilg         | Bundesrepublik Deutschland | 1901–1981   |      |      | Tschechoslowakei                                           |
| Herbert Heinicke  | Bundesrepublik Deutschland | 1905–1988   |      |      |                                                            |
| Ludwig Rödl       | Bundesrepublik Deutschland | 1907–1970   |      |      |                                                            |
| Bogdan Śliwa      | Polen                      | 1922–2003   |      | 1987 |                                                            |
| Boris Spasski     | Sowjetunion                | 1937–2025   | 1955 |      | Frankreich (1982–2013), Russland (seit 2013)               |
| Heinrich Wagner   | Bundesrepublik Deutschland | 1888–1959   |      |      |                                                            |